# Kudelstaart
Kudelstaart es una ciudad en la provincia de Holanda septentrional. Es una parte del municipio de Aalsmeer, y se encuentra a unos 10 km al sureste de Hoofddorp.
En enero de 2017, la ciudad de Kudelstaart tenía 9218 habitantes.
] En 2001, el área construida de la ciudad era de 0,96 km², y contenía 2203 residencias.
El área de estadística "Kudelstaart", que también incluye las partes periféricas de la aldea, así como los alrededores, tenía una población de alrededor de 6,530.

## Geografía
Kudelstaart se encuentra en el Westeinderplassen, un gran complejo de lagos. 

## Economía
Como en la vecina Aalsmeer, la agricultura es muy importante para la economía local.También el turismo al Kudelstaart, un fuerte que pertenece a la Stelling van Ámsterdam.

## Transporte público
- Línea 357 - Kudelstaart - Aalsmeer - Amstelveen - Ámsterdam (Centro de la ciudad) - Ámsterdam Centraal

Este servicio es muy frecuente, cada cuarto de hora durante el día y cada media hora por las tardes.